# Johannes VI. (Konstantinopel)
Johannes VI., griechisch Ιωάννης ΣΤ, war Patriarch von Konstantinopel (712–713/715).

## Leben
Johannes wurde 712 auf Betreiben des neuen Kaisers Philippikos anstelle des abgesetzten Kyros Patriarch von Konstantinopel. In diesem Jahr fand in Konstantinopel eine Synode statt, die die Beschlüsse des Ökumenischen Konzils von 680 ablehnte und dafür monotheletische Positionen vertrat. 713 schrieb er nach der Machtübernahme durch Kaiser Anastasios einen Brief an Papst Konstantin, in dem er sich für die Beschlüsse dieser Synode entschuldigt.
Weitere Nachrichten zu seiner Person gibt es nicht. Im August 715 wurde Germanos I. nächster überlieferter Patriarch.

## Werke
- Brief an Konstantin I. (713), in: J. P. Migne, Patrologia Graeca, Bd. XCVI